# Parobisium magnum ohuyeanum
Parobisium magnum ohuyeanum es una subespecie de arácnido del orden Pseudoscorpionida de la familia Neobisiidae.

## Distribución geográfica
Se encuentra en Japón.